# أدونيس تيري
أدونيس تيري (بالإنجليزية: Adonis Terry)‏ هو لاعب كرة قاعدة أمريكي، ولد في 7 أغسطس 1864 في ويستفيلد في الولايات المتحدة، وتوفي في 24 فبراير 1915 في ميلواكي في الولايات المتحدة.

## وصلات خارجية
- أدونيس تيري على موقعبيزبول رفرنس.كوم (الدوري الرئيسي) (الإنجليزية)
- أدونيس تيري على موقع مشجعي الرسوم البيانية (الإنجليزية)